# 배삼룡
배삼룡(裵三龍, 본명 : 배창순,1926년 12월 27일 ~ 2010년 2월 23일)은 대한민국의 희극인, 배우이다. 강원도 양구군 출생으로, 1969년 MBC 소속 코미디언으로 데뷔하여 구봉서, 송해 등과 함께 1세대 코미디언으로 활약하였고, 바보 연기와 개다리 춤으로 많은 인기를 얻어 "비실이"라는 별명을 얻기도 했다.
1925년 강원도 양구군 양구읍 군량리에서 출생하여 춘천중학교를 졸업하였다. 1940년대 말부터 가극단 활동을 하였으나, 한국전쟁으로 3년 간 군복무를 마치고 활동을 재개하였다. 1960년대 들어 유랑극단이 사라지면서 극장 쇼의 사회자를 맡았고, 1969년에는 MBC가 개국하면서 《웃으면 복이와요》 등의 방송 프로그램에 출연하였다. 그는 코미디의 '간판 스타'로 인기를 끌었으며, 방송사간 영입을 위해 경쟁을 하기도 했다. 1970년대 중반에는 《배삼룡의 나는 울었네》를 시작으로 다수의 영화에 출연하였다. 
1980년대 초에 코미디를 저질로 몰아세운 군사정권이 들어서면서 하강곡선을 그려 방송출연을 금지당한 데다 잇단 사업 실패와 첫번째 결혼-두번째 결혼이 모두 사별로 끝나 도망치듯 미국으로 건너갔다가 3년여 후에 귀국하였다.
첫번째, 두번째 결혼은 사별, 세번째 결혼은 가산을 잃고 병석에 누운 이후 이혼했으며 슬하에 1남 3녀를 두었다는데 아들(배동진), 큰딸(배심애)은 첫번째 결혼, 두 딸(배주영 배경주)은 두번째 결혼  당시 태어났다.
아울러, 미국에서 돌아온 뒤 본인(배삼룡)의 재산은 세 번째 부인 기영숙씨와 그의 처조카가 관리했는데 처조카 기씨는 모든 행사와 공연 등의 출연료 및 재산을 관리했지만 2004년 10월 배삼룡의 차까지 팔아 중국으로 도피했으며 이런 충격 탓인지 같은 시기 쓰러졌고 그 당시 세 번째 부인조차 몰랐던 기씨의 사기 행각에 충격을 받은 배삼룡 부부는 경기도 광주경찰서에 고소 조치를 취했으며 기씨는 3년이 지난 2008년 공항에서 경찰에 체포됐으나 모든 재산을 탕진한 채 심한 폐 질환을 앓고 있었으며 배삼룡의 투병 당시 뇌경색으로 투병 중이었던 세 번째 부인 기영숙씨가 2006년 12월 이혼을  요구해왔는데 기영숙씨의 오빠가   대리인을 자처했다.
결국 본인(배삼룡)의 첫 번째 결혼 당시 태어난 큰아들과 두 번째 결혼 때 태어난 두 딸이 기씨를 선처했는데 배삼룡은 2007년 10월 5일 세 번째 부인과 이혼을 했으며  세 번째 부인과 처조카는 2008년(세 번째 부인)  2009년(처조카)  병환으로 사망했고 미국 시민권자였던 세 번째 부인은 배삼룡과 이혼 후  미국으로 떠났다.

## 병상과 사망
1990년대 중반부터 천식으로 고생해온 데다 흡인성 폐렴까지 겹쳐    2002년 11월 '장례식 준비위원회'까지 마련됐지만  뒷날 건강을 회복했음에도 서울 양천구 목동의 한 행사장에서 쓰러져  2007년 6월 30일부터 서울아산병원에 입원한 뒤  입원 치료비를 갚지 못해 주위를 안타깝게 했다. 
이에 서울아산병원은 배삼룡에 대해 1억 3000만원에 이르는  진료비 청구소송을 제기하여 승소하였으며 배삼룡은 체납 진료비와 소송비용을 부담하게 되었고 엄용수 유재석 김용만 등 후배 코미디언들이  성금을 전달하기도 했으며 이들 중 김용만은 본인(배삼룡) 타계 당시 MBC 《일요일 일요일 밤에》 <단비> 촬영으로 해외 일정을 소화하느라 정신이 없었음에도 매니저를 배삼룡의 빈소에 대신 보내 조문했고 유재석은 배삼룡 별세 당시 MBC 《무한도전》 촬영 차 미국으로 떠났던 터라 사람을 배삼룡의 빈소에 보냈다. 
2009년 10월 15일에 그는 자신의 병상에서 핸드 프린팅을 하였다. 2009년 11월 23일에 병세 악화로 다시 의식불명 상태에 빠져 중환자실에서 치료를 받다가 2010년 2월 23일 오전 2시 23분경에 흡인성 폐렴으로 인해 향년 85세로 별세하였다. 2010년 2월 25일 배삼룡의 시신은 성남시립화장장에서 화장되어 장지인 경기도 광주시 분당 추모공원 납골당에 안치되었으나 배삼룡의 자녀들은 2007년 11월 26일 춘천시 아름다운추모원에 배삼룡의 유골을 안치하는 조건으로 계약금 치료비 간병비 명목으로 1470여 만원을 지원했지만 아들 배동진씨가   분당 추모공원 납골당과 계약한 후 지원한 금액을 돌려주지 않았으며 이에 아름다운추모원은 2010년 3월 5일 춘천경찰서에 배동진씨를 상대로 고소장을 제출했다.
한편,  활동을 중단한 지 오래돼 후배들과 교류가 거의 없었던 데다 오랜 생활고로 주변 사람들이 떠났던 탓인지 본인의 타계 당시  강호동 이영자 최양락 등 후배 코미디언들이 조문을 왔으나  대다수 조문객들이 짧게 조문만 하고 발길을 돌렸으며  영결식은 5일장으로 진행할 예정이었으나 비용 문제 탓인지 3일장으로 변경됐고 스타급 코미디언은 영결식에 거의 참석하지 않았지만 신동엽이 배삼룡 빈소에 당시 소속사(디초콜릿)를 통해 본인(신동엽) 등 당시 소속사 연예인들 조화를  전달했으며 유재석은 배삼룡 별세 때 MBC 《무한도전》 촬영 차 미국으로 떠났던 터라 사람을 배삼룡의 빈소에 보냈고 김용만은 본인(배삼룡) 타계 당시 MBC 《일요일 일요일 밤에》 <단비> 촬영으로 해외 일정을 소화하느라 정신이 없었음에도 매니저를 배삼룡의 빈소에 대신 보내 조문토록 했으며 본인(배삼룡)의 병간호로 이미 많이 지쳤던 데다 장례식에서도 병원비 미납 문제가 불거져 나온 탓인지 장례 절차가 끝난 뒤 두 번째 부인의 딸들 중 첫째인 배주영씨가 한동안 병원에 입원하여 치료를 받았고 2006년 3월 11일에 돌연사한 김형곤과 2007년 4월 25일에 교통 사고로 숨진 김형은에 이어 3번째 코미디언협회장으로 장례식을  치뤘다.

## 일화
- MBC 개그맨 황제성은 2008년 12월 29일 MBC 방송연예대상 코미디·시트콤 부문 남자 신인상을 수상하며, "병상에서 외롭게 싸우고 계신 배삼룡 선생님 저희 부모님이 당신을 보고 웃었지만 당신의 아들 딸들이 이제는 저를 보고 웃을 수 있게 해 드리겠습니다."라고 수상 소감을 남겼다.

## 출연작
TV 프로그램
- 《쑈 반세기》
- 《웃으면 복이와요》
- 《부부만세》

영화
- 《배삼룡의 나는 울었네》
- 《형사 배삼룡》
- 《출세 작전》
- 《의처 소동》
- 《여자는 괴로워》
- 《철부지》
- 《애처일기》
- 《걷지 말고 뛰어라》
- 《마음 약해서》
- 《형님먼저 아우먼저》
- 《부부교대》
- 《맹물로 가는 자동차》
- 《우정》

## 배삼룡을 연기한 배우
- 그대가 꽃 - 백봉기, 이정표

## 수상
- 1996년 : 제3회 대한민국 연예예술상 연예 발전 공로상 문화체육관광부 장관상
- 2001년 : MBC 명예의 전당 코미디언 부문
- 2003년 : 제10회 대한민국 연예예술대상 문화훈장
- 2010년 : 제46회 백상예술대상 공로상